# 36-й горный армейский корпус (вермахт)
36-й горный армейский корпус (нем. XXXVI. Gebirgs-Armekorps) — создан в октябре 1939 года.

## Боевой путь корпуса
1 июля 1941 года 36-й горный корпус из района Куолоярви в направлении Кандалакши нанёс удар по противостоящим советским войскам с задачей уничтожить их и овладеть Кандалакшей.
В 1941—1944 годах — боевые действия в Карелии, в составе 20-й горной армии.
В сентябре 1944 года отступил от Кандалакши в Финляндию (см. Преследование противника на кандалакшском и кестеньгском направлениях).
В ноябре 1944 года — корпус отступил в Норвегию.

## Состав корпуса
- 163-я пехотная дивизия
- 169-я пехотная дивизия

## Командующие корпусом
- май 1940 - 30 ноября 1941 — генерал пехоты Ханс Фейге
- с ноября 1941 — генерал пехоты Карл Вайзенбергер
- с августа 1944 — генерал горных войск Эмиль Фогель